# Annona militaris
Per annona militaris si intendeva la parte di stipendium distribuita ai milites dell'esercito romano "in natura", a partire dall'alto Impero romano (probabilmente dal II secolo).

## Storia
Durante l'alto Impero, l'approvvigionamento alle truppe, stanziate lungo i confini imperiali, fu garantito da un sistema di raccolta di derrate alimentari, anche attraverso requisizioni forzose (dietro rimborso), chiamato annona militaris. In sostanza alla paga del legionario o dell'ausiliario venivano, poi, dedotti tutti i costi legati al suo mantenimento. Lo stipendium risultava, pertanto, composto da una paga in moneta ed una "in natura".
In un periodo poi compreso tra Settimio Severo e Diocleziano, che qualcuno ritiene appartenesse all'epoca di Aureliano, l'approvvigionamento delle truppe sarebbe stato compensato, non tanto sottraendolo alla paga del miles, bensì con una nuova tassa che pagavano i cittadini. Vi è da aggiungere che questi privilegi furono accordati, almeno fini dal II secolo, alle armate che scortavano il princeps durante le campagne militari, oltre alla guardia pretoriana.